# Embrikstrandia pubemaculata
Embrikstrandia pubemaculata är en skalbaggsart som beskrevs av Huang, Zhou, Chen, Zhou och Chen 2006. Embrikstrandia pubemaculata ingår i släktet Embrikstrandia och familjen långhorningar. Inga underarter finns listade i Catalogue of Life.